# Kedhalia flaviflora
Kedhalia flaviflora là một loài thực vật có hoa trong chi Kedhalia của họ Zingiberaceae. Nó được Lim Chong Keat (林蒼吉, Lâm Thương Cát) mô tả năm 2009.

## Phân bố
Loài này có tại bang Kedah, tây bắc Malaysia bán đảo.